# Abbotsford (New South Wales)
Abbotsford ist ein Ort in New South Wales, Australien. Der Ort in der Metropolregion Sydney gehört zur Local Government Area Canada Bay City.

## Geographie
Abbotsford liegt rund fünf Kilometer westlich von Central Business District von Sydney am verästelten Südufer des Parramatta River. Die Halbinsel von Abbotsford wird von den Buchten Abbotsford Bay/Fig Tree Bay, Five Dock Bay sowie Hen and Chicken Bay umgeben. Die Halbinsel hat von Ost nach West eine Breite nicht ganz einem Kilometer. In Nord-Süd-Richtung geht der Ort etwas über die Halbinsel hinaus und erreicht eine Länge von rund anderthalb Kilometern. Dort grenzt Abbotsford an Wareemba, im Südosten an Russell Lea und im Osten an Chiswick, das den östlichen Arm der Halbinsel zwischen Fig Tree Bay und Five Dock Bay einnimmt.
Mit 5325 Einwohnern/km² ist der Ort sehr dicht besiedelt.

## Demographie
Mit Stand von 2021 hatte Abbotsford 5431 Einwohner, von denen 4911 die australische Staatsangehörigkeit besaßen. 41 Personen im Ort waren Aborigines.
In Abbotsford wohnten mit 308 Menschen (5,67 %) überdurchschnittlich viele Personen aus Italien (Landesweit: 0,64 %). Weitere Einwohner, die im Ausland geboren wurden, kamen aus England (172), China (153) und Neuseeland (55).
Das Medianalter lag bei 47 Jahren. Das mittlere Einkommen pro Person betrug 1179 Australische Dollar, das mittlere Haushaltseinkommen lag bei 2263 AUD, womit es zu den höheren Haushaltseinkommen im landesweiten Vergleich (1746 AUD) zählt.

## Öffentliche Einrichtungen
In Abbotsford gibt es eine Schule, die Abbotsford Public School. Weiterhin gibt es neun Parks.